# Trem de brinquedo

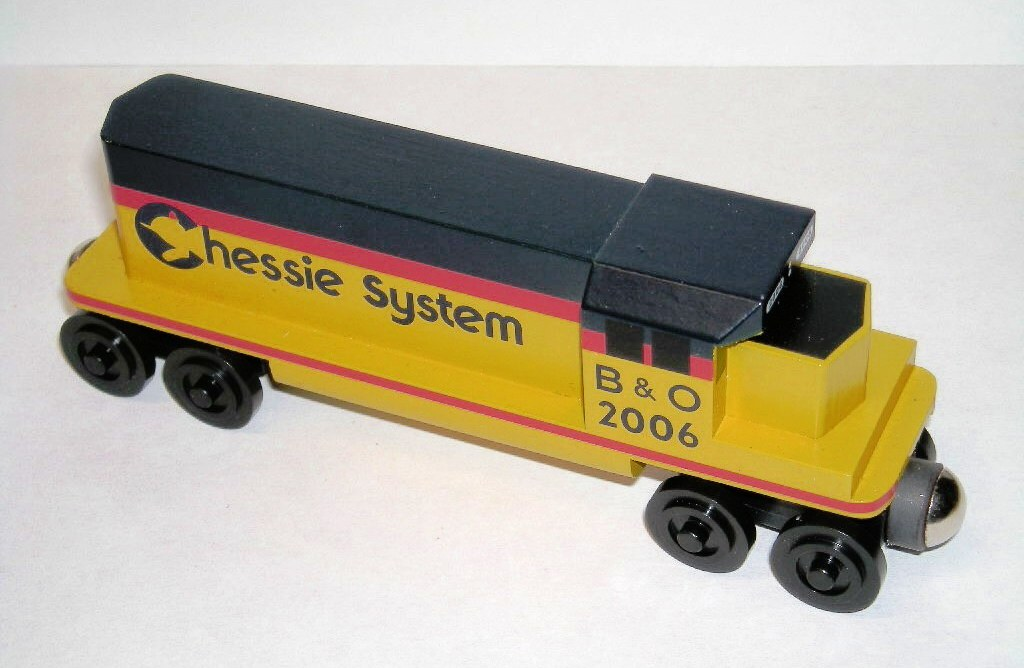
Uma representação em madeira da locomotiva EMD GP40-2, fabricada pela Whittle Shortline, e caracterizada com o logotipo da Chessie System.

Trem de brinquedo é a denominação genérica de qualquer brinquedo que represente um trem ou um elemento de um trem (locomotiva, carro ou vagão); podendo ou não fazer uso de trilhos; e ser ou não equipado com um meio de propulsão interno.

## Características
Os trens de brinquedo diferem daqueles usados no ferromodelismo, pela ênfase no baixo custo, durabilidade e resistência, ao invés na precisão e fidelidade ao protótipo original. Um trem de brinquedo pode ser tão simples quanto um cubo com rodas para ser empurrado pelo chão, sem trilhos ou qualquer outro acessório. Pode usar corda ou pilhas para se mover sem auxílio externo.
Quando o uso de eletricidade nas residências se tornou mais comum no início do século XX, os trens de brinquedo elétricos ganharam popularidade. O primeiro trem elétrico surgiu em 1897, nos Estados Unidos, produzido pela firma Carlisle & Finch.

## Padrões

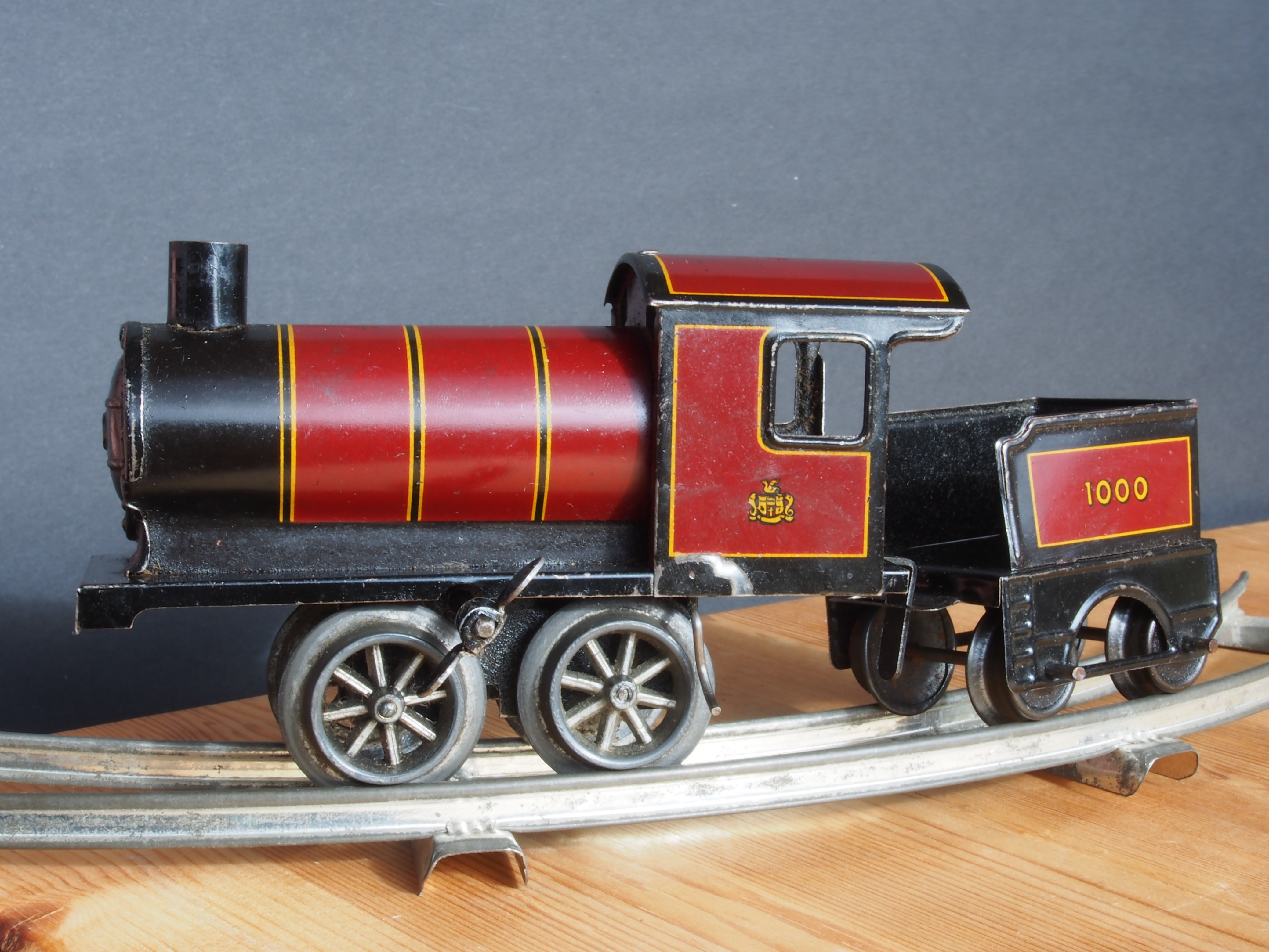
Um trem de brinquedo alemão movido à corda ~1900.

O primeiro padrão para trens de brinquedo rodando sobre trilhos foi introduzido em Leipzig, na  Alemanha em 1891 pela Märklin.
| Nome                    | Largura medida entre os centros de cada trilho | Relação                      | Comentários                                                                                 |
| ----------------------- | ---------------------------------------------- | ---------------------------- | ------------------------------------------------------------------------------------------- |
| Bitola Nº 5             | 120 mm                                         | 1:8                          | Também conhecida como "V" (em algarismos romanos)                                           |
| Bitola Nº 4             | 75 mm                                          | 1:11 ou 1:20                 | Também conhecida como "IV" ou "bitola 3". A largura de 74,61 mm também era admitida.        |
| Bitola Nº 3             | 67 mm                                          | 1:16 ou 1:22 ou 1:23         | Também conhecida como "bitola III", "II" ou "IIa".                                          |
| Bitola Nº 2             | 54 mm                                          | 1:22.5 ou 1:27 ou 1:28       | Também conhecida como bitola II.                                                            |
| Bitola Nº 1 ou bitola 1 | 45 mm                                          | 1:32 ou 1:30                 | Também conhecida como bitola I. Usada na escala G moderna.                                  |
| Bitola Nº 0             | 35 mm                                          | 1:48 ou 1:43 ou 1:45 ou 1:64 | Introduzida mais tarde, por volta de 1900. Ela é bem próxima à bitola O moderna, com 32 mm. |

### Nos Estados Unidos
| Nome      | Relação |
| --------- | ------- |
| Bitola G  | 1:20    |
| Bitola O  | 1:43    |
| Bitola S  | 1:56    |
| Bitola HO | 1:63    |
| Bitola N  | 1:70    |
| Bitola Z  | 1:77    |

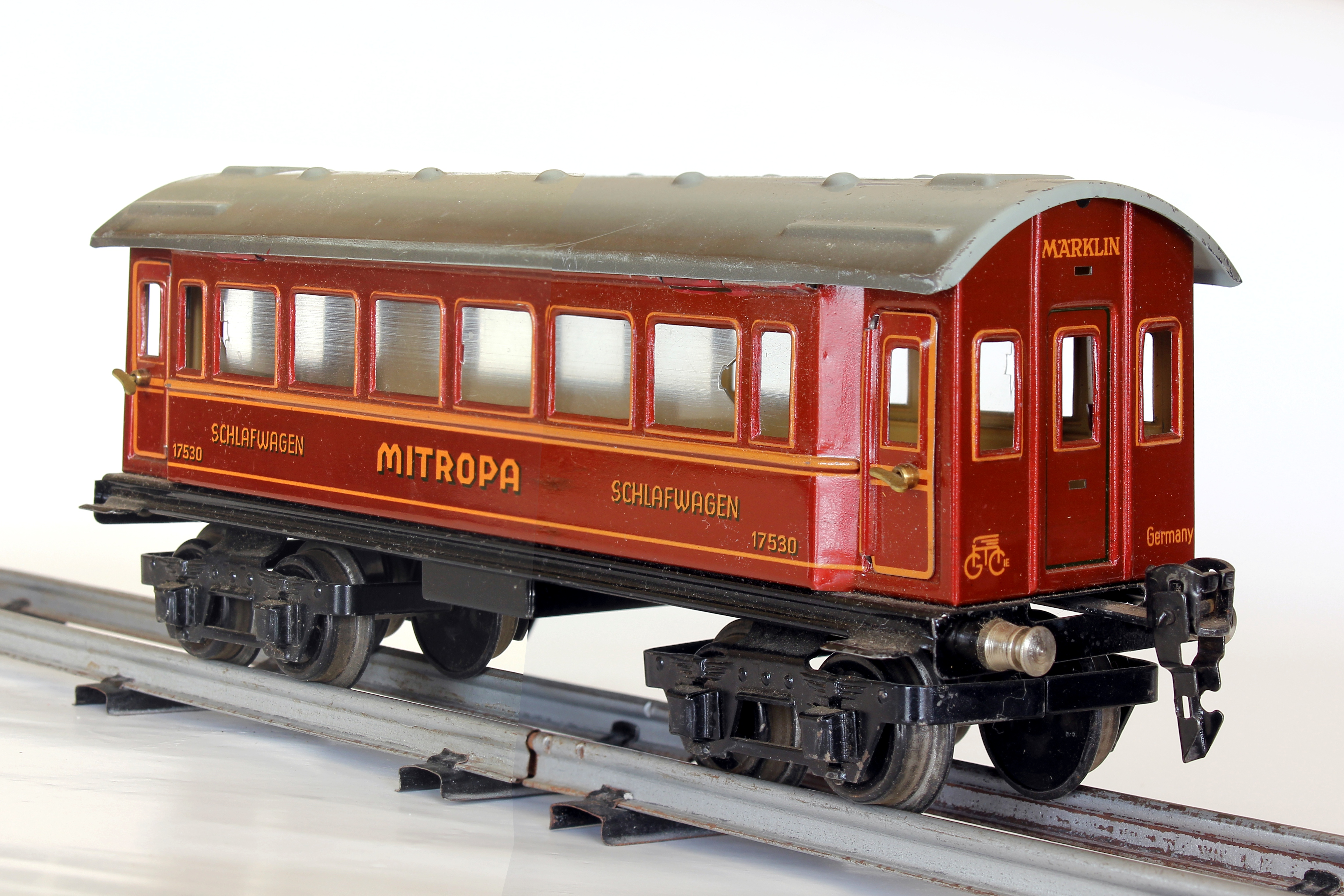
Märklin sleeping-car, gauge 32 mm ~ 1950

A Märklin media a bitola como a distância entre os centros dos trilhos, e não entre as faces externas de cada um deles. Supõe-se que o padrão definido pela Lionel tenha sido resultado e uma má interpretação ou tradução do padrão apresentado pela Märklin, o que levou às diferenças entre o padrão europeu e o norte-americano. De qualquer forma, o padrão moderno para trens de brinquedo, incluem as seguintes bitolas: S, HO, N e Z.